# Дороти Ли (актриса)
В Википедии есть статьи о других людях с именем и фамилией Дороти Ли.
Дороти Ли (англ. Dorothy Lee; 23 мая 1911, Лос-Анджелес, Калифорния — 24 июня 1999, Сан-Диего, Калифорния) — американская киноактриса и исполнительница песен в своих фильмах. Снималась преимущественно в кинокомедиях, и как правило вместе с комик-дуэтом Уилер и Вулси (в 13 из 21 их фильмов).

## Биография
Марджори Элизабет Миллсэп (настоящее имя актрисы) родилась 23 мая 1911 года в Лос-Анджелесе (штат Калифорния, США). Её отца звали Гомер, мать — Бесс. С двух лет девочка начала выступать перед публикой, уже в этом возрасте хорошо танцуя. Будучи подростком начала выступать в водевилях, тогда же взяла себе сценический псевдоним Дороти Ли. В 1929 году Дороти окончила старшую школу и стала предлагать себя различным киностудиям, желая начать карьеру киноактрисы. Она несколько месяцев провела в Нью-Йорке, где пела в группе Фреда Уоринга, а затем девушку взяла к себе на работу только что (в 1928 году) основанная студия RKO Pictures, и уже в 1929 году состоялся дебют актрисы в картине «Синкопа».
В 1932 году у девушки возник конфликт с главным продюсером RKO Pictures Дэвидом Селзником, и поэтому её актёрская карьера едва не завершилась, однако Селзника вскоре на этом посту сменил Марк Сэндрич, с которым Дороти успешно продолжила работать. В этот непростой период Ли «пропустила» несколько фильмов, в которых должна была сниматься с Уилером и Вулси, в них её с успехом заменили более известные актрисы Мэри Карлайл и Бетти Грейбл.
В 1934 году на съёмках ленты «Гип-гип, ура!» во время исполнения танцевального номера Ли повредила позвоночник. После этого случая боли в спине мучали её до конца жизни.
В 1938 году умер Роберт Вулси, и его напарник, Берт Уилер, три года после этого предлагал студии разрешить ему продолжить работать в одиночку, но одобрения на это так и не получил. Тогда в 1941 году Уилер предложил своей давней подруге, Дороти Ли, начать турне по стране, вдвоём выступая в водевилях. Та с радостью приняла предложение и даже бросила мужчину, с которым на тот момент встречалась, чтобы помочь старому другу. Однако Уилер и Ли гастролировали менее года, так как в декабре 1941 года та вышла замуж (уже в пятый раз) и полностью прекратила актёрскую карьеру.
В 1960 году Дороти Ли в пятый раз развелась и в шестой раз вышла замуж. У них с последним мужем было два дома, в Сан-Диего (Калифорния) и Чикаго (Иллинойс). Бо́льшую часть времени семья проводила в чикагском доме, где Ли играла в гольф и училась управлять самолётом.
Дороти Ли скончалась 24 июня 1999 года в Сан-Диего (штат Калифорния) от дыхательной недостаточности. Похоронена на кладбище Prospect Hill в Иллинойсе.

### Личная жизнь
Дороти Ли была замужем шесть раз:
1. Роберт Бут, танцор. Брак продолжался с 1927 (Ли было 16 лет) по 1929 год, после чего последовал развод, так как девушка начала карьеру актрисы. Детей от этого брака не было.
2. Джимми Фидлер[англ.] (1898—1988), радио- и телеведущий, «колумнист-сплетник[англ.]». Брак продолжался семь месяцев в 1931 году, после чего последовал развод. Детей от этого брака не было.
3. Маршалл Даффилд. Брак продолжался с 1933 по 1935 год, после чего последовал развод. Детей от этого брака не было.
4. А. Г. Этуотер. Брак продолжался с 1937 по 1939 год, после чего последовал развод. Детей от этого брака не было.
5. Фрэнк Джон Берсбах-мл., бизнесмен, сын Фрэнка Джона Берсбаха-ст., вице-президента и генерального менеджера[англ.] компании Manz Corporation[англ.]. Брак продолжался с 9 декабря 1941 года по первую половину 1960 года, после чего последовал развод. От этого брака осталось четверо детей.
6. Чарльз Дж. Калдерини, адвокат. Брак продолжался с 9 августа 1960 года по 1985 год (смерть мужа). Детей от этого брака не было.

## Избранная фильмография
За 9 лет своей кино-карьеры (1929—1936, 1939—1941) Дороти Ли снялась в 34 фильмах, причём пять из них были короткометражными, а в двух она не была указана в титрах. В 15 фильмах из этих 34 она также сама исполняла песни, но в данных титрах была указана лишь один раз.
- 1929 — Синкопа / Syncopation — Пегги
- 1929 — Рио Рита[англ.] / Rio Rita — Долли Бин
- 1930 — Кукушки[англ.] / The Cuckoos — Анита
- 1930 — Диксиана[англ.] / Dixiana — Нэнни, девушка Пиви
- 1930 — Половина выстрела на рассвете[англ.] / Half Shot at Sunrise — Анетта Маршалл
- 1930 — Hook, Line and Sinker  — Мэри Марш
- 1931 — Смейся и богатей[англ.] / Laugh and Get Rich — Элис Остин
- 1931 — Украденные драгоценности / The Stolen Jools — в роли самой себя: девушка, дающая автограф (к/м)
- 1931 — Cracked Nuts — Бетти Харрингтон
- 1931 — У семи нянек…[англ.] / Too Many Cooks — Элис Кук
- 1931 — Пойманный пьяным[англ.] / Caught Plastered — Пегги Мортон
- 1931 — Местный паренёк знает толк[англ.] / Local Boy Makes Good — Джулия Уинтерс
- 1931 — Персики из Рино[англ.] / Peach O'Reno — Прюденс Брюно
- 1932 — Сумасшедшая девчонка[англ.] / Girl Crazy — Пэтси
- 1934 — Гип-гип, ура![англ.] / Hips, Hips, Hooray! — Дейзи
- 1934 — Школа для девочек[англ.] / School for Girls — Дороти Босуорт
- 1934 — Косоглазые кавалеры[англ.] / Cockeyed Cavaliers — Мэри Энн Дейл
- 1935 — Вызывающие дождь[англ.] / The Rainmakers — Марджи Спенсер
- 1939 — Двенадцать плотных часов[англ.] / Twelve Crowded Hours — Тельма
- 1939 — SOS. Приливная волна[англ.] / S.O.S. Tidal Wave — Мейбл
- 1940 — Лэдди[англ.] / Laddie — Луиза (в титрах не указана)
- 1941 — Рёв прессы[англ.] / Roar of the Press — Франсис Гаррис